# Polymyosit
Polymyosit, inflammatorisk myopati, är en autoimmun muskelsjukdom som kännetecknas genom destruktion av muskelvävnad. Symptom på sjukdomen inkluderar förutom muskelsvaghet, sväljningssvårigheter och muskelsmärtor. Även hjärtbesvär kan vara associerat till polymyosit. Sjukdomen har ingen direkt genetisk koppling även om släktstudier antyder en viss ärftlig komponent.
Sjukdomens orsak är troligen att det egna immunförsvarret reagerat mot egen vävnad, eftersom fynd av inflammatoriska celler har gjorts i patologiska prov.

## Diagnos och behandling
Diagnos ställs genom elektromyografi där muskelns elektriska aktivitet jämförs med de mikroskopiska fynden från en muskelbiopsi (vävnadsprov). Behandling består i att dämpa immunförsvaret genom antiinflammatoriska preparat, såsom kortison.